# Температурная стратификация водоёмов
- эпилимнион, тёплый слой
- металимнион, узкий промежуточный слой
- гиполимнион, холодный слой

Температурная стратификация, или термическая стратификация, — состояние водоёма, при котором температура и плотность воды на разных глубинах отличаются. Делится на прямую, при которой температура у поверхности выше, чем на дне (а плотность, соответственно, ниже), и обратную, при которой температура у поверхности ниже, чем на дне (а плотность выше).
Температурная стратификация противопоставляется гомотермии (от др.-греч. ὁμός — «одинаковый» + θέρμη — «тепло»), состоянию водоёма, при котором вода на разной глубине имеет одинаковую температуру. При гомотермии вода также имеет одинаковую плотность, а потому хорошо перемешивается.
В озёрах умеренного климата летом наблюдается прямая стратификация, зимой — обратная, а весной и осенью устанавливается гомотермия. При этом в них летом обычно наблюдается резкий скачок температуры на небольшом слое (вплоть до 10 °С на метр глубины), называемом металимнион; зоны выше и ниже называются эпилимнионом и гиполимнионом соответственно. Зимой же разница температур обычно значительно меньше, в пределах 4 °С. Благодаря смене типа температурной стратификации происходит перемещение воды разной температуры, увеличивающее насыщенность глубинных слоёв кислородом
В озёрах тропического климата почти весь год наблюдается прямая стратификация, а озёрах полярного климата — обратная. На мелководьях гомотермия устанавливается на протяжении всего лета, в реках — постоянно.